# Bump mapping

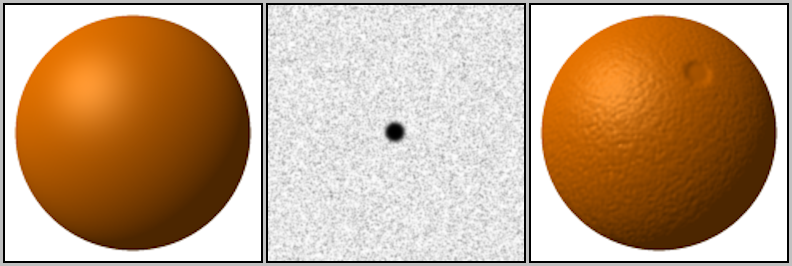
Egy gömb a bump mapping eljárás előtt. A fenti gömb a bump mapping eljárás után, amely során egy bonyolultabb, rücskösebb felületet kapott, s így már egy narancsra hasonlít.

A bump mapping (magyarul bucka leképzés) eljárás során egy számítógépes 3D-s modell egy egyenetlenebb felületet kap az egyenletes felület helyett.  A bump mapping eljárás során úgy kapunk egyenetlenebb felületet, hogy a modell normál-vektorainak irányait szabadon módosítjuk, s így egy bonyolultabb, egyenetlenebb felület illúzióját kelthetjük. Ezt a technológiát használja például a Doom 3 és a Far Cry videójáték is a játékban megjelenő modellekre. A bonyolultabb geometriájú felületek, a felszíni egyenetlenségek sokkal valósághűbb hatást keltenek.
Néhány OpenGL kiterjesztés használatával látványos és gyors bump mapping-et lehet készíteni. Egy ilyen viszonylag egyszerű megvalósításnál azonban némiképp le kell egyszerűsíteni a megvilágítási képletet, hogy a fényforrás felé mutató vektor és a normálvektor skalárszorzatával határozhassuk meg a világosságot pixelenként. A módszer velejárója, hogy nincs spekuláris világítás, csak egyetlen fényforrást használhatunk, és a fény erőssége nem változik. Azonban sokat nyerünk vele, hiszen nincs szükség valódi fényforrásra, csak egy pozícióra, és a kapott eredmény nagyon látványos tud lenni. A módszer tehát diffúz megvilágítást eredményez, amely azonban nem csak vertexek között interpolált, hanem előre meghatározott értékek alapján történik. Ezzel pedig a részletesség illúzióját lehet kelteni anélkül, hogy hatalmas poligonszámú modelleket kéne használni.

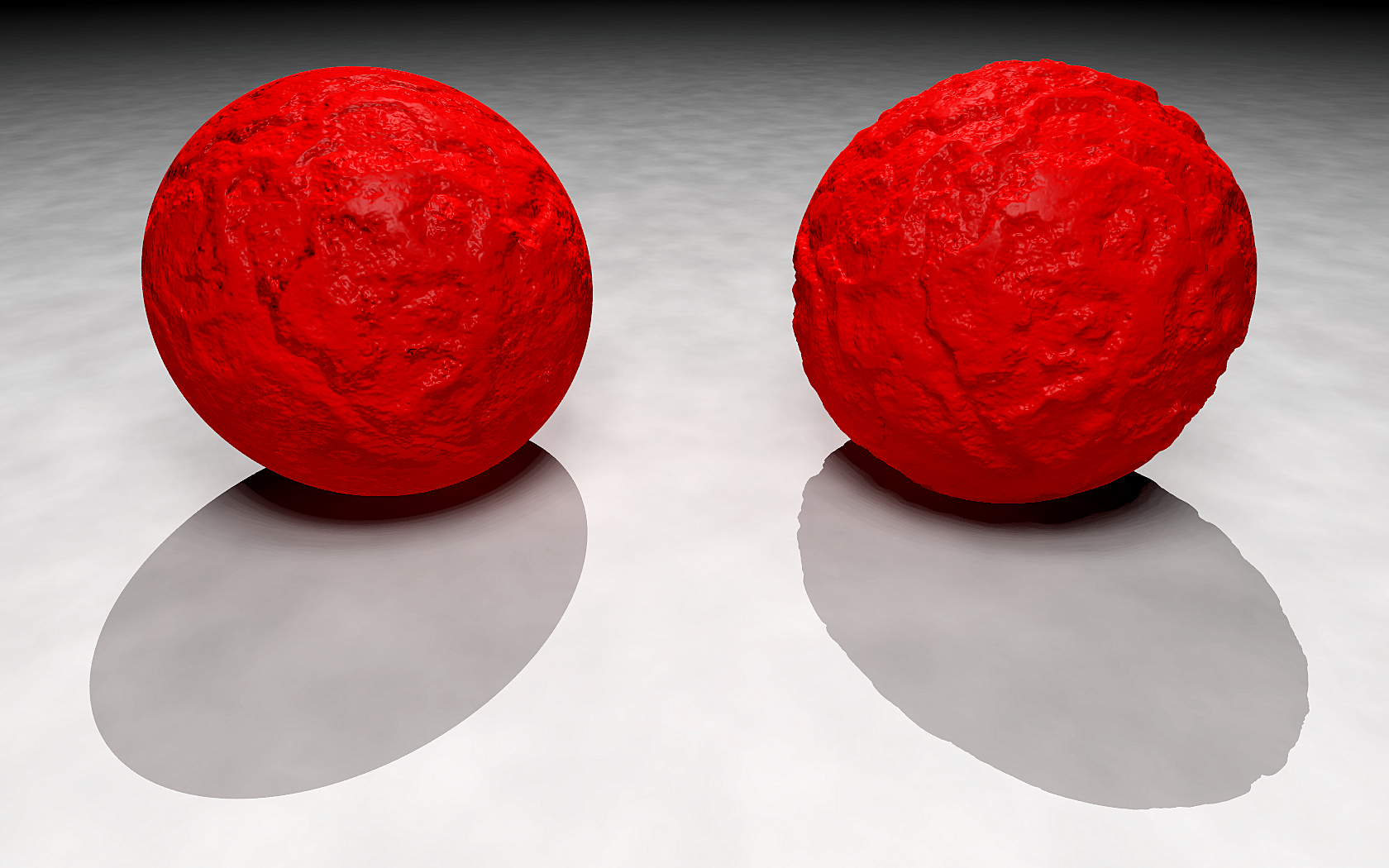